# Raphael Ndingi Mwana’a Nzeki
Raphael Ndingi Mwana’a Nzeki (ur. 25 grudnia 1931 w Mwala, zm. 31 marca 2020 w Nairobi) – kenijski duchowny rzymskokatolicki, w latach 1997–2007 arcybiskup Nairobi.

## Życiorys
Święcenia kapłańskie przyjął 31 stycznia 1961. 29 maja 1969 został prekonizowany biskupem Machakos. Sakrę biskupią otrzymał 1 sierpnia 1969. 30 sierpnia 1971 został mianowany biskupem Nakuru, a 14 czerwca 1996 arcybiskupem koadiutorem Nairobi. 21 kwietnia 1997 objął urząd ordynariusza. 6 października 2007 przeszedł na emeryturę.